# British Columbia Highway 6
Der Highway 6  in British Columbia bildet eine Verlängerung der Washington State Route 31. Der Highway beginnt an der Grenze zu den Vereinigten Staaten südlich von  Salmo und endet am Highway 97 in Vernon, er hat eine Gesamtlänge von 373 km.

## Streckenverlauf
Die Nelway Border Station bildet den Übergang, an dem die Washington State Route 31 endet und der Highway 6 beginnt. Er verläuft in nördlicher Richtung und stößt nach etwa zehn Kilometer auf Highway 3, den Crowsnest Highway. In nördlicher Richtung erfolgt nun eine Parallelauszeichnung mit beiden Highwaybezeichnungen, diese besteht auf den nächsten 14 km. In Salmo trennen sich die Highways wieder. Highway 3 folgt nach Westen, Highway 6 führt nach Norden. Entlang des Salmo Rivers führt die Route nach Nelson. Von Nordosten kommt Highway 3A, es erfolgt wieder eine Doppelauszeichnung. Die Straße folgt 21 km Richtung Südwest bis Crescent Valley, sie folgt dabei dem Tal des Kootenay Rivers. In Crescent Valley verlässt die Route denn Kootenay River und folgt dem Tal des Slocan Rivers nach Norden. In Slocan stößt der Highway auf den Slocan Lake, an dessen Ostufer er auf die gesamte Länge entlangläuft. Bei Hills endet der See, der Highway führt nach Nordwest nach Nakusp. Dort mündet Highway 23 von Norden her kommend ein. Highway 6 ist nun am Columbia River angekommen und folgt diesem auf 59 km nun nach Süden bis Fauquier. Um die Route fortzusetzen, muss der Fluss überquert werden. Dies erfolgt mit der „Needles Cable Ferry“, die wie alle Inlandsfähren in British Columbia kostenfrei ist. In Needles erfolgt die Fortsetzung der Route, der Highway führt nun wieder nach Nordwesten durch die Monashee Mountains. Ab Cherryville verläuft der Highway nach Westen. Er führt über Lumby und endet dann nach 135 km in Vernon als Einmündung in den Highway 97.